# 一夫一婦制
一夫一婦制（いっぷいっぷせい）は、一生異性の2個体の組合せのみを認める社会、もしくは法律上の制度。対義語は、多夫多妻制にあたる乱婚制、あるいは複婚の一種である一夫多妻制や 一妻多夫制である。
一夫一妻制（いっぷいっさいせい）、または単婚（たんこん）ともいう。モノガミー（monogamy）も近い概念であるが、同性結婚（非異性結婚）の拡大により、英語などでは同性の2個体にも適用できる概念となっている
鳥類の約90％が一夫一婦制であるとされ、哺乳類は3-9％程度と考えられている。

## 生物学的意義
一夫一婦制を営む動物は、配偶関係にある雌に対して保護や食物の供給をおこなうものが多い。それを通じて投資を行い、雌の繁殖活動を助けることによって、自らの遺伝子を持つ子孫をより多く残す繁殖戦略をとるものと考えられる。つまり、より多くの雌と配偶関係を持つことによってより多くの子孫を残すのではなく、特定の雌に対して資源の投資を行うことで、その雌との間に生まれた子孫をより確実に成長させようとしているわけである。このような繁殖戦略を取る動物には雄も子育てにおいて給餌を行う種類の鳥類が代表的なものとして挙げられる。
このほかカエル類や魚類には雄親が育児をおこなうものが結構見かけられる。たとえば雄が卵やオタマジャクシを背中に乗せて運ぶヤドクガエル、雄が巣を作り卵を防衛するトゲウオやブルーギル、あるいは雄が保育嚢で卵を孵化させるヨウジウオやタツノオトシゴなどで、これらは雌雄間での配偶関係を維持しないので、一般には一夫一婦制とは見なさないが、実質的にはそれと同じ意味を持つ。
こうした繁殖システムをとる動物では、雄がどれだけ雌に投資する資源を獲得できるかに関する遺伝子に淘汰がかかることが多い。投資する資源を十分獲得できない雄が雌とともに形成したペアは繁殖に失敗することが多く、後世に残せる自分の遺伝子を持つ子孫の数が少なくなる。また、雌の側ではより十分な資源を確保できている雄をめぐっての闘争が行われることもある。
哺乳類において、一夫一婦型の性行動を取る種は、全体の3 - 5%とされる（中野信子 『不倫』 文春新書 2018年 p.32）。

## サルの社会の場合
ヒトが属する分類群であるサル類においては、一夫多妻か乱婚的な関係を持つ傾向が強い。
一夫多妻の社会を作るサルでは、多くの場合、雄は雌より体がかなり大きく、より大きな攻撃力を持っている。
一夫一妻制の社会を形成するものでは、類人猿としてはテナガザル類がある。彼らの場合、雌雄の性差はそれほど大きくない。

## ヒトの社会の場合
ヒトの社会は基本的に男性が女性とその子供に対して社会的、経済的な保護を投資として与える構造を持っているので一夫一婦制的な繁殖システムを持つ傾向にあるが、歴史的にみると一夫多妻制が普通であった時代や地域も多いし、一妻多夫制、多夫多妻制の社会すらも知られている。一夫多妻制が成り立つひとつの要因は、ヒトの社会の複雑な構造によって社会的地位や経済的地位の差が生まれ、個々の男性に集積される資源の量に大きな幅が生まれることが挙げられる。そのため、多量の資源を集積した男性には複数の女性とその子供への投資が可能になり、一夫多妻制が実現されるようになるのである。
また、外部社会との間の戦争状態が長く続いている社会では、戦死によって男性が少なくなるために一夫多妻制が女性保護の観点から推奨されるケースがある。例えば初期のイスラム社会（イスラム帝国）ではイスラム勢力の征服戦争によってイスラム教徒男性の戦死者が多かった。そのため、イスラム法ではイスラム以前の「無制限の一夫多妻制」に、「4人まで」という人数制限と、全ての妻を平等に扱うという掟によって一定の制約を与えた上で、聖戦によって生じた寡婦を既婚者が娶（めと）ることを推奨した。
世界に238ある社会の内、一夫一婦婚のみが許されている社会は43という報告がアメリカの人類学者G・P・マードックの『社会構造』（1949年刊）に記述されている（後述書 p.29）。カナダウォータールー大学クリス・バウフ（応用数理学専攻）らの研究チームが人口統計学と疾患伝播のパラメーターを用いた数理モデルを構築したシミュレーションをした結果、その論文の結論として、農耕を始めて集団定住をするようになった後、性感染症の大流行に見舞われ、その結果として、一夫一婦制の方が公衆衛生的な観点から集団の維持で有利となり、定着したと推測している。
古代イスラエルでは、『旧約聖書』（創世記2：24及び箴言10：31）において、一夫一妻制が望ましいとされているが、現実的には必ずしも徹底されていなかった。しかし、イエス・キリストが「1人の男子と1人の女子が結婚して一体となることが神が定めたもうた秩序である」ことを公言し、そのことが『新約聖書』（マタイ伝19：4-6及びマルコ伝10：5-9、ルカ伝16：18）に明記されたことで、キリスト教会ではこの制度以外での婚姻・性的関係は認めていない。
中国では秦代に始皇帝が単婚制を推奨したことが『史記』秦始皇帝本紀に記述されており、越の地の古い習俗を改めさせるべく、会稽刻石を残した（現存はしていないが、『史記』に内容は残る）。一例として、「過去を隠して正義を振りかざし、子のある寡婦が再婚しても、亡き夫の死に背いた不貞の行為となる」と記されている。これは南方社会の婚姻習俗と出会ったため、法律で一律な支配を行おうとしたことにより（後述書 p.87）、戦国時代の富国強兵政策（戸籍制）の一環であった。
なお、近代以前の日本では一夫多妻制こそが自然の摂理に合致し、人倫に従ったものであるとする思想が存在した。それは、当時の日本社会は祖先崇拝を重視し、その一環として子孫を絶やさず家名を存続させることが人間の倫理として最も重要だとする認識を持っていたことによる。これは儒学者の新井白石や会沢正志斎、仏教僧の養鸕徹定らが一致して一夫一妻制を反自然・反倫理的な行動であると明言して、それをキリスト教を「邪宗門」と見なす根拠として用いている。一方で1615年の『武家諸法度』によって大名の婚姻が将軍からの許可制になった結果、公式には一夫一妻制が導入されて武士階層に広まったが、あくまでも武家統制の必要から定められた規定に過ぎず（元々武士の慣習法において武士の婚姻には主君の許可が必要とされていた）、実際には正室と同格とされてきた「次妻」「別妻」の称号が廃されて、正式な妻の身分を持たない妾扱いの「側室」という新たな概念が生み出されただけであった。日本において民法に重婚禁止規定が設けられるのは、1898年のことである。

## 備考
- 脳内ホルモンのバソプレシンの活性が哺乳類の一夫一婦型の性的振る舞いに関与していると1993年の『ネイチャー』において発表されている（中野信子 『不倫』 文春新書 2018年 p.56）。
- 人類の一夫一婦は少なくともアルディピテクス・ラミドゥスが生きていた450万年前には生じていたという説もあるが（後述書 p.205）、この説には反論もある（マーリン・ズック 訳 渡会圭子 『私たちは今でも進化しているのか』 文藝春秋 2015年 p.206）。
- 2010年にアメリカ合衆国サンフランシスコに在住する566組のゲイカップルに対する調査によると、47%がオープン・リレーションシップの形を取っており、45%がモノガミー的な関係にある[1]。